# Čepovka

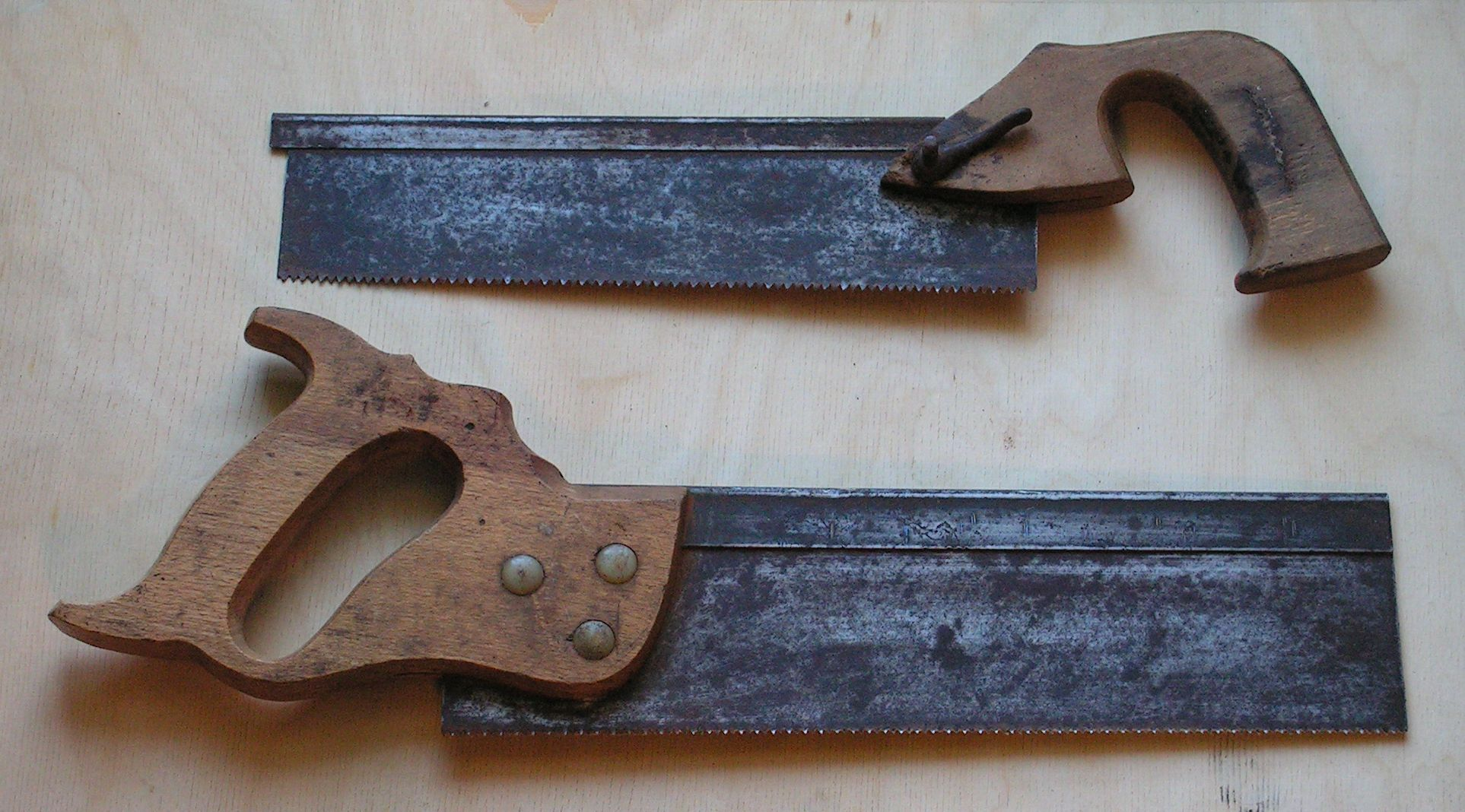
Dvě čepovky staršího provedení

Čepovka (čepovací pila, pila čepovka) je pila k vyřezávání čepů ve dřevě nebo materiálech na bázi dřeva.
Jde o specializovanou pilu, která je určena už svým tvarem pro snadnější vyřezání čepů. List je ve tvaru obdélníku, na rozdíl od ocasky, nebo děrovky. Většinou mívá na horní hraně plátku nalisované zesílení, které sice znemožňuje provádět průběžné (průchozí) řezy, například podélně říznout deskový materiál, ale velmi dobře stabilizuje pilu a nedochází k ohýbání plátku při řezání. Některé moderní čepovky mají rukojeť vyosenou a zesílení uzpůsobeno tak, že se list dá otáčet a pila tak použít i pro řezání u krajů na obě strany.

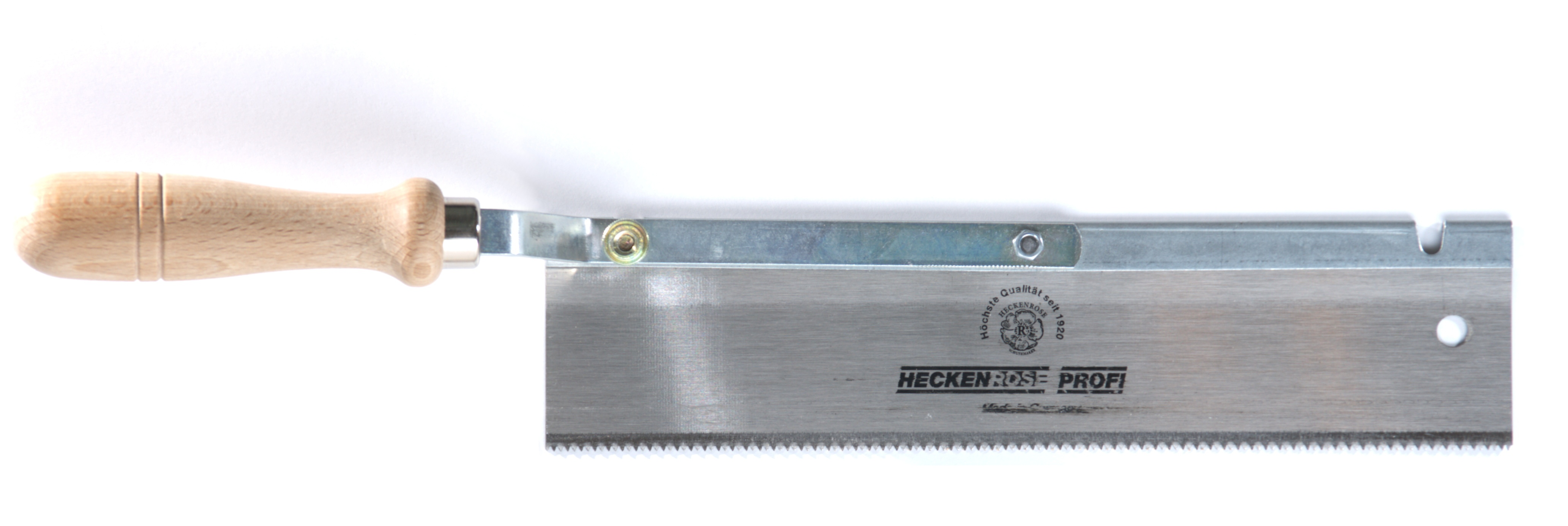
Otočná verze

Čepovka je tvarově uzpůsobena tak, aby bylo možné zaříznout pilový list do plochy materiálu tak, aby byl zářez s plochou materiálu rovnoběžný (utopený). Hloubka takového zářezu není neomezená, je to dáno nasazením rukojeti a samotnou výškou pilového listu k zesílení. Pilu používali k vytváření krytých čepových spojů nejčastěji truhláři na okna, dveře, nábytek a podobně. Tesaři ji používají u drobnějších konstrukcí, například pergol, altánů.